# Palads Teatret (København)
 For alternative betydninger, se Palads Teatret. (Se også artikler, som begynder med Palads Teatret)
Nordisk Film Biografer Palads, også kendt som Palads Teatret eller bare Palads, er en biograf i København, som er en del af kæden Nordisk Film Biografer.

## Historie
Palads Teatret havde til huse i den bygning, der tidligere udgjorde hovedbygningen i Københavns 2. hovedbanegård, indtil den nuværende hovedbanegård blev taget i brug 1. december 1911. Bygningen, der var tegnet af J.D. Herholdt, blev i første omgang overtaget af kommunen, der i vinteren 1911-12 brugte den som varmestue for hjemløse. Men i sommeren 1912 blev den udlejet til Constantin Philipsen, der tidligere havde åbnet en lang række biografer under navnet Kosmorama. 18. oktober 1912 slog Palads Teatret dørene op og var med sine 1780 siddepladser en af Nordeuropas største biografer.
Lejemålet var dog tidsbegrænset, idet bygningen i 1916 måtte fjernes for at give plads for anlægget af Boulevardbanen. I stedet købte biografdirektør Sophus Madsen grunden ved Axeltorv og lod arkitekterne Andreas Clemmensen og Johan Nielsen tegne den bygning i nybarok stil, hvor biografen i dag har til huse. Den blev taget i brug 25. januar 1918. Billedhuggeren Kai Nielsen udførte en skulptur i sandsten af Ursus med tyren (en episode fra Henryk Sienkiewicz' historiske roman Quo vadis), der sammen med et tårn kroner facaden. I interiøret var bygningen organiseret omkring en vestibule med en pragttrappe i italiensk renæssancestil. Trapperummet var midtpunktet i en bygning, hvor teatersalen optog den østlige ende og en restaurant den vestlige del.
Biografen blev i 1926 solgt til Carl Bauder, der sad i Nordisk Films bestyrelse, og i 1929 blev biografen indlemmet i Nordisk Film.
Palads Teatret havde indtil 1978 haft åbent med nogle få perioders undtagelse under 2. verdenskrig og en ombygning i sommeren 1955. Men i 1970'erne gik det dårligt for biograferne i København, og med fire daglige forestillinger og en belægningsprocent på 15, måtte der ske noget. Med inspiration fra Concorde Marignian-biografen i Paris valgte man at erstatte den store sal med en række mindre. Renoveringen blev påbegyndt 4. juni 1978, og allerede 24. juni blev de første seks sale (7-12) taget i brug. Den oprindelige biografsal med sine 1519 pladser blev opdelt i seks mindre biografer – tre på balkonen og tre på gulvet – hvor den største (sal 1) havde 821 plader. 1. september stod biografen færdigrenoveret og kunne fremvise film i tolv sale.
Danske biograffolk havde været skeptiske over for, om det ville være rentabelt med så mange sale i én biograf. Men renoveringen viste sig at være en stor succes, og man valgte at udvide med yderligere fem sale i kælderen, som stod færdige 1. september året efter.
I 1989 blev hele bygningen udsmykket af billedkunstner Poul Gernes, hvorved den fik den fremtoning, som man kender i dag. Samtidig blev det nederste forløb af den indvendige pragttrappe revet ned til fordel for skranker til billetsalg. Ved indvielse spillede Shu-bi-dua en koncert fra taget oven på premieren på deres film Den røde tråd, der fik katastrofale anmeldelser. Der kom mellem 20.000-25.000 mennesker til koncerten.
I dag har Palads Teatret 17 sale i alle størrelser fra en række helt små med kun omkring 50 pladser til sal 1 med plads til 547 mennesker.
I 2017 fremkom der planer om at rive bygningen ned for at give plads til et storstilet højhusprojekt.

### Natklub
Den ene ende af Palads bygningen, Axeltorv 5, har siden 70erne huset forskellige natklubber, bla. Daddy's Dance Hall, der fra 1975 til 1978 var et livemusik spillested. Kendetegnede for linien i musikprogrammet var to koncerter med Sex Pistols i  1977.